# Pool antimafia
Le Pool Antimafia est un groupe de magistrats instructeurs du parquet de Palerme, en Sicile, partageant leurs informations et développant des stratégies d'enquête et de poursuite communes contre la mafia sicilienne. Ce pool informel a été créé par le juge Rocco Chinnici au début des années 1980, sur le modèle mis en place par des juges antiterroristes du nord de l'Italie dans les années 1970. 

## Histoire
Les magistrats du pool est créé au début des années 1980 par Rocco Chinnici sur le modèle mis en place par des juges antiterroristes du nord de l'Italie comme Giancarlo Caselli. Ils ont principalement assumé la responsabilité collective de mener les poursuites contre la mafia. Tous les membres du groupe signaient des ordres de poursuite afin d'éviter d’exposer l’un d’entre eux à un risque personnel, comme celui qui avait coûté la vie au juge Gaetano Costa. Costa avait signé seul les actes d'accusation de 55 personnes contre le réseau mafieux de trafic d'héroïne du clan Spatola-Inzerillo-Gambino, après que pratiquement tous les autres procureurs de son bureau aient refusé de le faire. Cette information, qui a fuité du bureau, lui a finalement coûté la vie. Il est assassiné le 6 août 1980, sur ordre de Salvatore Inzerillo . 
En juillet 1983, le magistrat Rocco Chinnici est tué par la mafia. Sa place à la tête du « Bureau d'Instruction » (Ufficio istruzione), la branche d'enquête du Parquet de Palerme, est confiée à Antonino Caponnetto, qui formalisa le pool. Aux côtés de Giovanni Falcone, le groupe comprenait Paolo Borsellino, Giuseppe Di Lello Finuoli et Leonardo Guarnotta (it),,.  

### Maxi-Procès de Palerme
Le groupe a rassemblé différentes enquêtes sur la mafia, qui ont abouti au Maxi-Procès de Palerme contre la mafia, de février 1986 à décembre 1987. Le procès s'est déroulé dans un bunker-palais spécialement construit à cet effet, à l'intérieur des murs de la prison d'Ucciardone à Palerme. Au total, 475 mafieux ont été inculpés pour une multitude de crimes liés aux activités de la mafia. Ces poursuites reposaient principalement sur la base de témoignages fournis comme preuves par d'anciens chefs de la mafia devenus informateurs, connus sous le nom de pentiti, en particulier Tommaso Buscetta et Salvatore Contorno. La plupart des inculpés ont été condamnés. À la surprise de beaucoup, les condamnations furent confirmées en janvier 1992, après le dernier recours en appel. Le point clé du procès fut que l’existence de la Cosa Nostra était enfin confirmée sur le plan judiciaire

## Lectures complémentaires
- John Dickie, Cosa Nostra : l'histoire de la mafia sicilienne, Paris, Buchet/Chastel, 2007, 496 p. (ISBN 9782283021873 et 2283021871, OCLC 300926190, lire en ligne) ( article dans l'Observer, 15 février 2004)